# Islas Russell
Las islas Russell es un grupo de dos pequeñas islas (Pavuvu y Mbanika) y varios islotes de la provincia Central de Islas Salomón, un país insular del océano Pacífico. 
Se encuentran a unos 48 km al noroeste de la isla de Guadalcanal. Las islas están parcialmente cubiertas de plantaciones de coco, y en Yandina, el mayor asentamiento de las islas, en Mbanika, hay una fábrica de copra y aceite. Yandina también cuenta con servicios básicos, incluyendo una tienda, oficina de correos y aeropuerto. La gente Lavukal vive en estas islas y su lengua es el lavukaleve. También hay un asentamiento de polinesios, trasladados desde Tikopia, que viven en Nukufero, en el lado oeste de Pavuvu. En Yandina hay trabajadores en las plantaciones procedentes de todas partes de las Islas Salomón. Además de sus propias lenguas nativas, se habla la lengua pijin, la lingua franca de las Islas Salomón.
En las islas hay dos escuelas (Havuna Primary School y Yandina Community High School) y en Yandina hay un puesto RAMSI (Regional Assistance Mission to the Solomon Islands)..

## Historia
Las islas tuvieron escasa importancia estratégica durante la Segunda Guerra Mundial, apenas en la batalla de Guadalcanal. Las islas estuvieron dominadas por Japón y fueron liberadas, sin oposición, el 21 de febrero de 1943 por tropas de los Estados Unidos. Aún hay restos de la presencia estadounidense, como placas de hormigón y grandes galpones metálicos de almacenamiento.
La estación de policía Yandina fue el escenario de uno de los actos de apertura de las recientes tensiones étnicas, cuando un grupo de hombres asaltó la armería y robaron algunas armas y municiones. El grupo de involucrados se conoció como el Ejército Revolucionario de Guadalcanal, y más tarde como el Movimiento de Libertad Isatabu.